# جسی نورمن
جسی نورمن (انگلیسی: Jessye Norman؛ زاده ۱۵ سپتامبر ۱۹۴۵ – درگذشته ۳۰ سپتامبر ۲۰۱۹) خواننده اپرا با صدای سوپرانوی اهل ایالات متحده آمریکا بود که بیشتر با رپرتوار واگنری شناخته می‌شود.
نورمن برندهٔ جوایزی همچون نشان اسپینگارن، جایزه مرکز کندی، نشان ملی هنر، جایزه ولف در هنر و جایزه گرمی یک عمر دستاورد هنری شده‌است.